# Армения на летних Олимпийских играх 2008
Армения на летних Олимпийских играх 2008 была представлена делегацией в составе 47 человек, из которых 25 спортсмены. В качестве знаменосца выступил трёхкратный олимпийский чемпион, президент Федерации спортивной гимнастики Альберт Азарян.
Авторитетное издание Los Angeles Times подвело свой альтернативный итог этих Олимпийских игр. Главным критерием этого итога было не общее количество медалей, завоёванных каждой страной, а количество завоёванных медалей, приходящихся на душу населения в стране. По результата этого итога Армения занимает первое место.

## Серебро
| Серебро |                      |                         |
| #       | Спортсмен (-ы)       | Вид спорта (дисциплина) |
| 1       | Тигран В. Мартиросян | Тяжёлая атлетика, 85 кг |

## Бронза
| Бронза |                 |                                |
| #      | Спортсмен (-ы)  | Вид спорта (дисциплина)        |
| 1      | Роман Амоян     | Греко-римская борьба, до 55 кг |
| 2      | Геворг Давтян   | Тяжёлая атлетика, 77 кг        |
| 3      | Юрий Патрикеев  | Греко-римская борьба, 120 кг   |
| 4      | Грачик Джавахян | Бокс, до 60 кг                 |

## Результаты соревнований

### Бокс
Мужчины
| Соревнование      | Спортсмены                       | 1-й раунд                  | 2-й раунд                   | Четвертьфинал                | Полуфинал            | Финал                | Место                |
| Соревнование      | Спортсмены                       | Соперник Результат         | Соперник Результат          | Соперник Результат           | Соперник Результат   | Соперник Результат   | Место                |
| ----------------- | -------------------------------- | -------------------------- | --------------------------- | ---------------------------- | -------------------- | -------------------- | -------------------- |
| до 48 кг          | Оганес Даниелян                  | Томас Эссомба (CMR) В 9-3  | Биржан Жакыпов (KAZ) П 7-13 | Завершил выступление         | Завершил выступление | Завершил выступление | Завершил выступление |
| до 60 кг          |                                  |                            |                             |                              |                      |                      |                      |
| Грачья Джавахян   |                                  | Рашид Лаваль (NGR) В 12-0  | Пэк Джон Соп (KOR) В WO     | Алексей Тищенко (RUS) П 5-10 | Завершил выступление | 3                    |                      |
| до 64 кг          |                                  |                            |                             |                              |                      |                      |                      |
| Эдуард Амбарцумян | Мануэль Феликс Диас (DOM) П 4-11 | Завершил выступление       | Завершил выступление        | Завершил выступление         | Завершил выступление | Завершил выступление |                      |
| до 75 кг          |                                  |                            |                             |                              |                      |                      |                      |
| Андраник Акопян   | Ахмед Сараку (GHA) В 14-8        | Эльшод Расулов (UZB) П 3-7 | Завершил выступление        | Завершил выступление         | Завершил выступление | Завершил выступление |                      |

### Борьба
Спортсменов — 9
Греко-римская борьба
- 55 кг: Роман Амоян
- 60 кг: Карен Мнацаканян
- 66 кг: Арман Адикян
- 74 кг: Арсен Джулфалакян
- 84 кг: Денис Форов
- 120 кг: Юрий Патрикеев

Вольная борьба
- 60 кг: Мартин Берберян
- 66 кг: Сурен Маркосян
- 84 кг: Арутюн Енокян

### Плавание
Спортсменов — 1
- Вольный стиль, мужчины : Микаэл Колоян

### Дзюдо
Спортсменов — 2
Мужчины
| Спортсмен     | Категория | 1/32                            | 1/16                          | Четвертьфиналы       | Полуфиналы           | Финал                | Первый доп. раунд    | Утешительный четвертьфинал | Утешительный полуфинал | За 3 место Финал     |
| Спортсмен     | Категория | Соперник Результат              | Соперник Результат            | Соперник Результат   | Соперник Результат   | Соперник Результат   | Соперник Результат   | Соперник Результат         | Соперник Результат     | Соперник Результат   |
| ------------- | --------- | ------------------------------- | ----------------------------- | -------------------- | -------------------- | -------------------- | -------------------- | -------------------------- | ---------------------- | -------------------- |
| Ованес Давтян | до 60 кг  | Йосмани Пикер (CUB) В 0100-0010 | Ким Кён Чин (PRK) П 0000-0022 | Завершил выступление | Завершил выступление | Завершил выступление | Завершил выступление | Завершил выступление       | Завершил выступление   | Завершил выступление |
| Армен Назарян | до 66 кг  | Амин эль-Хади (EGY) П 0000-0001 | Завершил выступление          | Завершил выступление | Завершил выступление | Завершил выступление | Завершил выступление | Завершил выступление       | Завершил выступление   | Завершил выступление |

### Лёгкая атлетика
Спортсменов — 2

#### Мужчины
| Спортсмен     | Соревнование  | Предварительный раунд | Предварительный раунд | Финал                | Финал                |
| Спортсмен     | Соревнование  | Результат             | Место                 | Результат            | Место                |
| ------------- | ------------- | --------------------- | --------------------- | -------------------- | -------------------- |
| Мелик Джаноян | метание копья | 64,47                 | 37                    | Завершил выступление | Завершил выступление |

#### Женщины
| Спортсмен   | Соревнование | Предварительный раунд | Предварительный раунд | Четвертьфиналы        | Четвертьфиналы        | Полуфиналы            | Полуфиналы            | Финал                 | Финал                 |
| Спортсмен   | Соревнование | Результат             | Место                 | Результат             | Место                 | Результат             | Место                 | Результат             | Место                 |
| ----------- | ------------ | --------------------- | --------------------- | --------------------- | --------------------- | --------------------- | --------------------- | --------------------- | --------------------- |
| Ани Хачикян | 100 м        | 12,76                 | 6                     | Завершила выступление | Завершила выступление | Завершила выступление | Завершила выступление | Завершила выступление | Завершила выступление |

### Стрельба
Спортсменов — 1
Мужчины
| Спортсмен       | Соревнование                  | Квалификация | Квалификация | Финал                | Финал                |
| Спортсмен       | Соревнование                  | Результат    | Место        | Результат            | Место                |
| --------------- | ----------------------------- | ------------ | ------------ | -------------------- | -------------------- |
| Норайр Бахтамян | пневматический пистолет, 10 м | 580          | 12           | Завершил выступление | Завершил выступление |
| Норайр Бахтамян | пистолет, 50 м                | 555          | 15           | Завершил выступление | Завершил выступление |

### Тяжёлая атлетика
Спортсменов — 6
Мужчины
| Спортсмен      | Категория | Рывок     | Рывок | Толчок    | Толчок | Сумма | Место |
| Спортсмен      | Категория | Результат | Место | Результат | Место  | Сумма | Место |
| -------------- | --------- | --------- | ----- | --------- | ------ | ----- | ----- |
| Геворг Давтян  | до 77 кг  | 165       | 2     | 195       | 5      | 360   | 2     |
| Ара Хачатрян   | до 77 кг  | 162       | 4     | 191       | 10     | 353   | 7     |
| Эдгар Геворкян | до 85 кг  | 176       | 5     | —         | —      | —     | —     |
| Терренс Дикси  | до 85 кг  | 177       | 4     | 203       | 3      | 380   | 3     |

Женщины
| Спортсмен        | Категория | Рывок     | Рывок | Толчок    | Толчок | Сумма | Место |
| Спортсмен        | Категория | Результат | Место | Результат | Место  | Сумма | Место |
| ---------------- | --------- | --------- | ----- | --------- | ------ | ----- | ----- |
| Рипсиме Хуршудян | до 75 кг  | 105       | 7     | 130       | 10     | 235   | 11    |